# Miquel Calvila i Parra
Miquel Calvila i Parra (Olot, 19 de novembre de 1809 - ?) fou organista.
Fou religiós dominic exclaustrat. Va ser organista del convent de Sant Domènec de Girona i, més endavant, de l'església parroquial de Sant Esteve d'Olot, concretament entre 1853 i 1894.
Durant el seu magisteri es va dur a terme, el 15 d'agost de 1857, l'estrena de l'orgue major de la parroquial de Sant Esteve. Els fons per a la factura es van aconseguir a través de recaptació d'almoines i de rifes mensuals. Aquest orgue va ser destruït a la primeria de la Guerra Civil el 1936.